# Hey! Baby
«Hey! Baby» — песня, написанная Маргарет Кобб (Margaret Cobb) и Брюсом Шаннелом в 1961; известна как в записи самого Брюса Шаннела, так и кавер-версиях других исполнителей, в том числе песню в 1976 записал Ринго Старр.

## Версия Брюса Шаннела
Брюс Шаннел записал песню в 1961; первоначально сингл с песней был выпущен на небольшом лейбле LeCam Records, располагавшемся в Форт-Уэрте (штат Техас, США). После того как песня стала хитом, было решено выпустить сингл для продажи по всей стране на более крупном лейбле Smash Records, принадлежавшем Mercury Records. Брюс Шаннел спродюсировал запись песни совместно с продюсером Майором Биллом Смитом (Major Bill Smith) (владельцем лейбла LeCam). Песня поднялась до 1-го места в американском чарте синглов Billboard Hot 100 и оставалась на нём в течение трёх недель, начиная с 10 марта 1962.
В песне присутствует замечательный рифф на губной гармонике, сыгранный Дилбертом Макклинтоном — широко известным исполнителем на этом инструменте. Согласно статье на сайте CNN 2002 года, "во время гастролей по Великобритании в 1962 году вместе с малоизвестной группой под названием The Beatles, исполнитель на губной гармонике Дилберт Макклинтон познакомился с Джоном Ленноном и дал ему несколько советов по игре на гармонике. Леннон применил получинные от Макклинтона знания для игры на гармонике в песнях «Love Me Do» и позднее в «Please Please Me». Леннон включил диск с «Hey! Baby» в набор дисков в своём музыкальном автомате (en:John Lennon's jukebox); песня также присутствует на соответствующем сборнике.

### Места в чартах
| Чарт (1962)                  | Высшее место |
| ---------------------------- | ------------ |
| U.S. Billboard Hot 100       | 1            |
| U.S. Billboard Hot R&B Sides | 2            |

## Версия Ринго Старра
Ринго Старр записал кавер-версию песни на своём альбоме Ringo’s Rotogravure, выпущенном в сентябре 1976. Также песня вышла на сингле (c би-сайдом «Lady Gaye» — песней с того же альбома), выпущенном 22 ноября 1976 лейблом Polydor Records. В американском чарте синглов US Pop сингл поднялся в пике до 74-го места.

### Участники записи
- Ринго Старр — ведущий вокал, барабаны
- Джим 'Lightnin' Келтнер — барабаны
- Lon Van Eaton — гитара
- Cooker Lo Presti — бас-гитара
- John Jarvis — клавишные
- Randy Brecker, Alan Young — труба
- Michael Brecker, George Young — саксофон (тенор)
- Lewis Delgatto — саксофон (баритон)
- The Mad Mauries — бэк-вокал, хлопки в ладоши

(дается по)